# Rhabdalestes tangensis
Rhabdalestes tangensis és una espècie de peix de la família dels alèstids i de l'ordre dels caraciformes.

## Morfologia
- Els mascles poden assolir 6 cm de longitud total.[1][2]

## Hàbitat
És un peix d'aigua dolça i de clima tropical (23 °C-27 °C).

## Distribució geogràfica
Es troba a Àfrica: riu Tanga (Tanzània).